# Mmen (Zhoa)
Pour les articles homonymes, voir Mmen.
Mmen (ou Bafmen, Bafmeng ?) est une localité du Cameroun située dans la commune (Council) de Zhoa (Fungom), dans le département de Menchum et dans la Région du Nord-Ouest.

## Population
Lors du recensement de 2005, on y a dénombré 18 738 habitants.
On y parle le mmen, une langue bantoïde des Grassfields du groupe Ring.